# Fabien Debec
Fabien Debec (Lione, 18 gennaio 1976) è un ex calciatore francese, di ruolo portiere.

## Carriera

### Club
Debec giocò con la maglia dell'Olympique Lione, per poi passare al Rennes. Debuttò nella Division 1 il 18 aprile 1998, nella sconfitta casalinga per 1-2 contro il Guingamp. Negli anni, ricoprì sempre il ruolo di secondo o terzo portiere, alle spalle dei vari Goran Pandurović, Tony Heurtebis, Christophe Revault e Bernard Lama.
Terminata l'esperienza al Rennes, si trasferì agli inglesi del Coventry City. Giocò poi nel Saint-Étienne, nel Grenoble e nello Châteauroux. In seguito, vestì le casacche di Cannes e Tolone.